# Bradley Efron
Bradley Efron (24 de mayo de, 1938) es un estadístico estadounidense más conocido por proponer la técnica de remuestreo Bootstrapping (estadística), que ha tenido un impacto importante en el campo de la estadística y prácticamente en todos los ámbitos de su aplicación. El bootstrap fue una de las primeras técnicas estadísticas de uso intensivo de computadoras, en sustitución tradicionales algebraicas derivaciones con simulaciones por ordenador basadas en datos.
Ha recibido junto a David Cox el Premio Fundación BBVA Fronteras del Conocimiento (2016) en la categoría de Ciencias Básicas, por desarrollar métodos estadísticos “pioneros y enormemente influyentes”, que han resultado imprescindibles para obtener resultados fiables en un amplísimo rango de áreas, desde la medicina a la astrofísica, la genómica o la física de partículas. 